# Field-programmable device
Field-programable device (FPD) là thuật ngữ chỉ những vi mạch (chip) bán dẫn có khả năng tái cấu trúc bởi người dùng cuối. Vi mạch thường được lập trình bằng ngôn ngữ mô tả phần cứng HDL. Quá trình tái cấu trúc hay còn gọi là lập trình cho vi mạch thường hỗ trợ bởi một thiết bị cho phép truyền những mã thay đổi vào vi mạch và thực hiện những thay đổi cần thiết về mặt vật lý.
Bên cạnh thuật ngữ "Field-programable device" còn có thuật ngữ "Mask-programmed device" (MPD) chỉ lớp những vi mạch lập trình được nhưng chỉ một lần trong quá trình sản xuất bán dẫn, ví dụ những PLA, PAL thế hệ đầu khi mà các điểm nối dùng công nghệ hàn cứng (fuse).
Hiện có những FPD sau:
- PLA Programable Logic Array
- PAL Programable Array Logic
- SPLD Simple Programable Logic Device
- CPLD Complex Programble Logic Device
- FPGA Field-Programable Gate Aray
- HCPLD High-Capacity PLD refers to both FPGA and CPLD